# ورزشگاه ویلا پارک
ورزشگاه ویلا پارک (به انگلیسی: Villa Park) ورزشگاهی در شهر بیرمنگام است که ورزشگاه خانگی باشگاه فوتبال استون ویلا نیز می‌باشد.
این ورزشگاه در سال ۱۸۹۷ میلادی ساخته شده است و ظرفیت آن ۴۲٬۷۸۸ نفر است.
این ورزشگاه در سال ۱۹۰۰ زشتترین ورزشگاه جهان نامیده شد.